# Хи-Мен и Ши-Ра: Тајна мача
Хи-Мен и Ши-Ра: Тајна мача (енгл. He-Man and She-Ra: The Secret of the Sword) је амерички цртани филм из 1985. који је настао по славним ликовима из анимиране серије Хи-Мен и господари свемира. Филм је приказан након завршетка емитовања цртане серије Хи-Мен и господари свемира и пре почетка нове серије, Ши-Ра: Принцеза моћи, првих 5 епизода које се састоје од радње и материјала овог филма. Радња се одвија око Хи-Меновог проналаска своје сестре, Ши-Ре.
Филм је у биоскопима САД изашао 22. марта 1985. и зарадио је 7,7 милиона америчких долара.
У Србији је три пута синхронизован на српски језик: први пут 1990. за VHS издање куће Комуна, други пут 1997. за VHS издање куће Ванс и трећи пут 2008. за дечију телевизију Хепи, као првих пет епизода цртане серије Ши-Ра: Принцеза моћи.

## Радња
Принц Адам, који скрива да се уз помоћ тајних моћи дворца Грејскала претвара у јунака Хи-Мена и бори против „злих сила које предводи Скелетор”, добива једне ноћи позив од Чаробнице. Она му објави да јој се појавила визија тајновитог мача који тражи својег власника и који је отворио портал у други свет. Како би разоткрио о чему се ради, Адам се с тајновитим мачем и Кринџером, тигром који говори, упути у портал у други свет, Етерију. Тамо у једној крчми спаси неколико људи од војника Зле хорде, те га аутоматски укључује у групу побуњеника Велике побуне становити Боу. Но убрзо открије: Етерију је окупирала војска коју води деспот Хордак.
У једној рацији на село, побуњеници нападну Злу хорду а Адам се претвори у Хи-Мена. Но њега зароби Хорда, те упозна младу заповедницу снага, Адору. Након низа компликација, Адам открива да је Адора његова сестра, коју је давно отео Хордак и да се она уз помоћ заштитног мача може претворити у Ши-Ру. Хорда зароби Хи-Мена, но Адорина савест (коју је до тада контролисала Шедоу Вивер) проради, те га ослободи, заувек напуштајући Хордакову службу. Адам се врати у свој свет и поведе Адору, како би је представио њеним родитељима, краљу Рандору и краљици Марлени. Скелетор нападне дворац и отме Адору, но она се претвори у Ши-Ру, те се ослободи и направи хаос у његовом скровишту званом Змијска Планина. Адам и Адора се на крају врате на Етерију и помажу побуњеницима да ослободе краљицу Анђелу и њену палату Брајт Мун од Хордака и његове војске.

## Гласови
Комуна (1990):
- Милорад Мандић и још два глумца

Ванс (1997):
- Вера Хрћан Остојић
- Саша Стојковић
- Ратко Радивојевић

Хепи (2008, првих 5 еп. серије Ши-Ра: Принцеза моћи):
- Михаило Лаптошевић
- Ана Маљевић
- Јелена Петровић
- Бојана Маљевић

## Критике
Овај данас слабо познати цртани филм имао је мало рецензија, а оне су подељене. Противници су критиковали укочену анимацију, слабо профилисане ликове, недовољну маштовитост у обради драматургије и схематизовану радњу. Поборницима се пак учинило да је филм најбоље остварење у којем су наступили анимирани ликови Хи-Мен и Ши-Ра, написано са завидном оштрином и горчином у поређењу с њиховим једноставним анимираним серијама, с правом драмом, емоцијама и живописним ликовима (цинични Скелетор, неодлучна Адора која не зна би ли била верна сумњивој Хорди или се придружила наводно добрим побуњеницима).
- Кристичар Џон Монаган у својој реценцији овог филма је закључио:

"Иако сигурно није реч о изгубљеном класику, овај анимирани филм са својим озбиљним приступом лишеним од ироније и бизарним ликовима доказује зашто и данас има поклоника",
- Критичар на сајту Time Out:

"Амалгам бајке, научне фантастике и грчке митологије је узбудљив, позадина динамична, музика добра, ритам фуриозан: деца ће волети филм".
- Фил Виларил је записао:

"Сада се Тајна мача - којег је одавно заборавио студио, али ја никада - коначно појавио на DVD-у... Ставио сам DVD у свој плејер да погледам филм први пут након 21 године, дубоко у својој нади да ће бити раван мојим магловитим сећањима. Био сам изненађен да је филм чак бољи него што сам га запамтио. Иако више није мој најдражи филм, још увијек делује као дражесно кинематографско искуство. Истина је да мој ужитак о филму пуно зависи о мојој носталгији, али исто се може рећи и за легију обожаватеља".